# Krummnußbaum
Krummnußbaum est une commune autrichienne du district de Melk en Basse-Autriche.